# 濠江大桥

濠江大桥 位于广东省汕头市濠江区中部，横跨濠江，连接濠城与马滘，也被称为马滘桥。是已建成的横跨濠江的三座大桥中的一座。
濠江大桥全长600米，1992年动工，1994年春竣工通车。大桥北端于达濠华侨医院前接磊广大道，南接达南路，是濠江区内的一座重要桥梁。

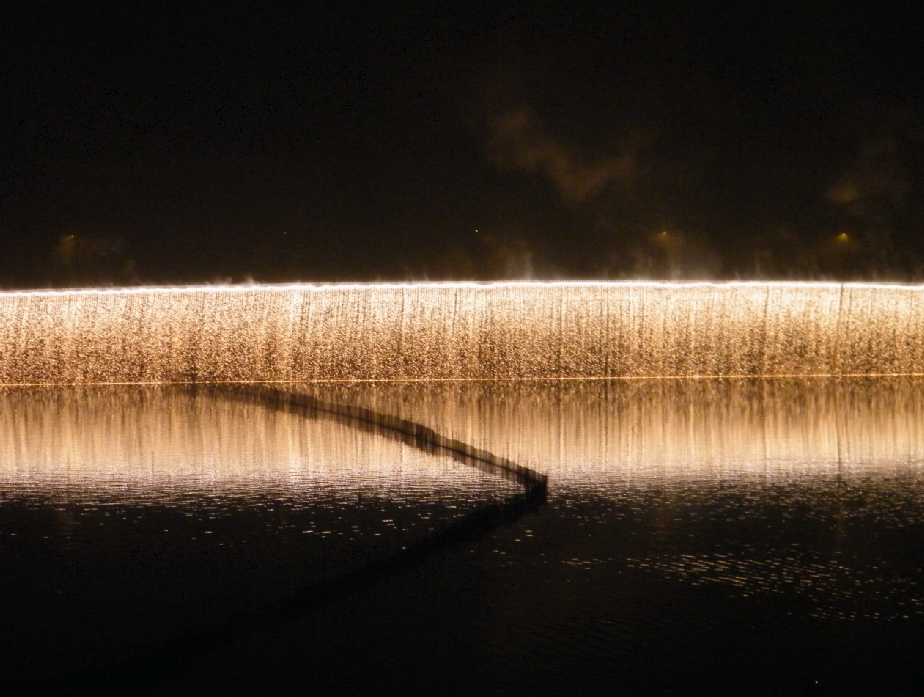
2010年春节烟火表演 濠江大桥烟火瀑布